# Anolis pinchoti
Anolis pinchoti (краб-кейський аноліс) — вид ігуаноподібних ящірок родини анолісових (Dactyloidae). Ендемік Колумбії. Вид названий на честь американського лісника Гіффорда Пінчота.

## Поширення і екологія
Краб-кейські аноліси мешкають на острові Провіденсія та на сусідніх острівцях Краб-Кей і Санта-Каталіна в Карибському морі. Вони живуть в сухих тропічних лісах і чагарникових заростях, трапляються на бананових плантаціях.